# كوكه الشرقية (دوعن)
'

تعديل مصدري - تعديل

كوكه الشرقية هي إحدى قرى عزلة صيف بمديرية دوعن التابعة لمحافظة حضرموت، بلغ تعداد سكانها 30 نسمة حسب تعداد اليمن لعام 2004.